# Conchita Gélabert
Maria Gélabert, dite Conchita Gélabert, peut-être née le 21 avril 1857 à Madrid et morte le 12 juillet 1922 à Paris 8e, est une artiste lyrique et une comédienne d'origine espagnole, qui s'est produite en France au XIXe siècle.

## Biographie
Entrée au Conservatoire national de musique et de déclamation en 1873, elle suit les cours de Saint-Yves Bax (sv), pour le chant, et d’Ernest Mocker, pour l'opéra-comique. Âgée de dix-neuf ans, elle obtient un premier accessit d’opéra-comique et un second de chant au concours du Conservatoire de 1876.
Aussitôt engagée, sous le pseudonyme de « Conchita Gélabert », aux Folies-Dramatiques, pour jouer dans Jeanne, Jeannette et Jeanneton de Paul Lacôme, sa première création date du 16 avril 1877, avec le rôle de Germaine dans les Cloches de Corneville de Planquette, et marque le début d’une carrière où elle n’a connu que des triomphes. Ce succès s’est renouvelé à Bordeaux, où elle était allée chanter cet ouvrage à la tête de la troupe des Folies-Dramatiques.
On la verra à la Renaissance, où elle crée la Jolie Persane, aux Bouffes-Parisiens, où elle crée Gillette de Narbonne, avant de revenir aux Folies-Dramatiques faire d’autres créations, et enfin à la Gaîté, dont elle devient la fidèle pensionnaire, pour Le Grand Mogol, Le Voyage de Suzette, le Pays de l’or, La Fille du tambour-major. Elle a également créé la princesse Désirée de la Biche au Bois de Cogniard, à la Porte-Saint-Martin.
En 1890, elle abandonne le théâtre, à la suite d'une déception d’ordre sentimental et vit, dès lors, retirée dans son hôtel de la rue de Naples. Souffrant depuis quelques mois de troubles cardiaques, elle a été trouvée inanimée par sa femme de ménage, au lendemain d’une soirée passée chez des amis et où sa santé paraissait excellente, ne laissant supposer une fin aussi subite.
Dans sa chambre, placée en évidence, une enveloppe adressée au président de l’Association des artistes dramatiques (d) , Jean Coquelin, contenait ses dernières volonté, rédigées de longue date. N’ayant plus de famille, elle léguait tous ses biens à cette association de la fondation Taylor, dont elle était sociétaire et qu’elle chargeait du soin de procéder à ses obsèques, qui ont eu lieu trois jours plus tard, à l’église Saint-Augustin, suivies de son inhumation au cimetière des Batignolles.

### Identité
L'identité et les origines de Conchita Gélabert sont sujettes à caution. Selon certaines sources, elle se nommerait Maria del Brun Conséjo Concepción Antonia Anselma, et serait la fille d'un journaliste madrilène du nom de Conséjo, née à Madrid en 1857. Elle serait venue à Paris en 1869 et serait restée seule avec sa mère après la mort de son père en 1871. Toutefois, à l'occasion d'un procès qui l'oppose entre 1877 et 1879 à Hector Legru, un ancien prétendant, d'autres informations contradictoires sont mentionnées dans la presse : Legru affirme ainsi qu'il a retiré sa demande en mariage après avoir appris que Marie Gélabert était une fille naturelle, ce qui semble prouvé par les actes d'état civil fournis au tribunal. De sa mère, qui se prétend d'abord la veuve d'un certain Mariano Gélabert, on raconte ensuite qu'elle s'appelle Gutturiez, qu'elle a été la maîtresse de cet homme et que sa fille est une enfant adultérine. La jeune artiste a même dû, de ce fait, payer un dédit de 20 000 francs à Cantin, qui l’empocha sans scrupules. 

## Répertoire
- 1876 : Jeanne, Jeannette et Jeanneton, opéra-comique de Charles Clairville, Alfred Delacour ; musique de Paul Lacôme, création le 27 octobre 1876, théâtre des Folies-Dramatiques.
- 1877 : Les Cloches de Corneville, opéra-comique de Robert Planquette, livret de Clairville et Charles Gabet, au théâtre des Folies-Dramatiques.
- 1878 : Le Buisson d'écrevisses, opérette d'Henry Vachot et Marc Constantin, musique de Félix Pardon, crée au théâtre des Bouffes-Parisiens.
- 1879 : rôle de Suzanne, Madame Favart, opéra-comique en trois actes de Jacques Offenbach, livret d’Alfred Duru et Henri Chivot, théâtre des Folies-Dramatiques.
- 1884 : François les bas-bleus opéra-comique de Ernest Dubreuil, Eugène Humbert, Paul Burani, musique de Firmin Bernicat, complété par André Messager au Grand Théâtre de Bordeaux.
- 1884 : Le Grand Mogol, opérette en quatre actes, paroles de Chivot et Duru, musique d'Edmond Audran, théâtre de la Gaîté.
- 1885 : Niniche, comédie-vaudeville en trois actes, d'Alfred Hennequin, Albert Millaud, musique de Marius Boullard, Grand-Théâtre du Havre.
- 1885 : Les Pommes d'or, opérette-féerie en 3 actes de Henri Chivot, Alfred Duru, Henri Blondeau, Hector Monréal, théâtre des Célestins.
- 1886 : La Fille du tambour-major, théâtre des Célestins.
- 1888 : Le Dragon de la Reine, théâtre de la Gaîté.
- 1890 : Le Voyage de Suzette, Gaîté.
- 1891 : Le Petit Poucet, Gaîté.